# Alfa Lum
Alfa Lum was een Italiaanse/Sanmarinese wielerploeg tussen 1982 en 1990.
Het Italiaanse bedrijf Alfa Lum, een aluminium deuren- en ramenfabrikant, was in twee verschillende periodes sponsor van een professionele wielerploeg. De eerste keer was drie seizoenen tussen 1982 en 1984 en de tweede periode was tussen 1988 en 1990. Het meest bekend werd de ploeg vanwege de introductie van een aantal succesvolle renners uit de Sovjet-Unie in 1989 en 1990.

## Eerste periode (1982-1984)
Toen de ploeg in 1982 werd geformeerd, begon men bescheiden met voornamelijk Italiaanse renners en een enkele vreemde eend in de bijt, zoals de Australiër Michael Wilson. In 1983 werd de ploeg aanzienlijk versterkt door de komst van Marino Lejarreta, de winnaar van de Vuelta van 1982. In 1983 werd Lejarreta tweede in de Vuelta voor wat inmiddels vanwege cosponsor Olmo Alfa Lum-Olmo was gaan heten. Het jaar daarop eindigde Lejarreta als 4e in het eindklassement van de Ronde van Italië. Desondanks werd de ploeg aan het eind van het seizoen opgeheven.

## Tweede periode (1988-1990)
Alfa Lum nam in 1988 de Ecoflamploeg over en keerde zo terug in de wielersport. Het grote talent was de toen 23-jarige Italiaan Maurizio Fondriest. Deze zou Alfa Lum zijn grootste succes bezorgen, het wereldkampioenschap op de weg in 1988. Aan het eind van het seizoen volgde een leegloop, waardoor Alfa Lum weer opnieuw moest gaan bouwen. Het deed dit door vijftien renners uit de Sovjet-Unie te halen, onder wie Sergej Soechoroetsjenkov, Andrei Tsjmil, Pjotr Oegroemov, Djamolidin Abdoesjaparov, Dmitri Konysjev, Vladimir Poelnikov, Asjat Saitov, Viktor Klimov en Vasili Zjdanov. De twee seizoenen daarop pakte deze keuze goed uit. In 1989 werd Konysjev 2e tijdens het wereldkampioenschap op de weg. In 1990 reed Klimov vijf dagen in de gouden trui van de Vuelta en won Saitov een etappe in dezelfde ronde en eindigde Poelnikov als 4e in het eindklassement van de Giro.

## Bekende renners
- Michael Wilson (1982-1984)
- Marino Lejarreta (1983-1984)
- Maurizio Fondriest (1988)
- Dmitri Konysjev (1989-1990)
- Pjotr Oegroemov (1989-1990)
- Vladimir Poelnikov (1989-1990)
- Vasili Zjdanov (1989-1990)
- Sergej Soechoroetsjenkov (1989-1990)
- Andrei Tsjmil (1989-1990)
- Djamolidin Abdoesjaparov (1990)
- Asjat Saitov (1990)

## Belangrijkste overwinningen
1984
- 5 etappes en puntenklassement Ronde van Spanje (M. Lejarreta, Petito, Wilson)

1988:
- Wereldkampioenschap op de weg, Profs (Fondriest)
- Wereldkampioenschap, Baan, Keirin, Elite (Golinelli)